# Stade Diego-Armando-Maradona (Buenos Aires)
Pour les articles homonymes, voir Maradona (homonymie).
Ne pas confondre avec le stade Diego-Armando-Maradona à Naples.
L'Estadio Diego Armando Maradona, ou pour des raisons de sponsoring estadio Búmeran Diego Armando Maradona est un stade de football situé dans le quartier de La Paternal, à Buenos Aires (Argentine).
Il accueille les matchs à domicile du club des Argentinos Juniors évoluant en première division. Sa capacité est de 22 023 places.
Depuis 2003, le stade porte le nom de Diego Maradona, considéré comme le meilleur joueur de l'histoire du football argentin, qui a porté les couleurs d'Argentinos Juniors de 1976 à 1981.

## Histoire
En 1913, Argentinos Juniors jouait dans le quartier de Villa Ortúzar, dans un stade de 10 000 places, mais le terrain appartenait à la compagnie des chemins de fer Ferrocarril del Pacífico. Lorsque la compagnie expulse le club, celui ci doit louer un autre terrain pour y construire un nouveau stade. Il sera utilisé jusqu'en 1981, le club avait projeté de le rénover, comme il était petit (il ne mesurait que 96m) et dangereux, avec les 5 800 000 dollars que le club a reçu du transfert de Diego Armando Maradona au FC Barcelone, mais finalement cet argent a été investi dans la construction d'autres sites au complexe multisport Las Malvinas, appartenant à Argentinos Juniors, et à faire venir des footballeurs de premier niveau afin de réussir dans le championnat national. Le projet du nouveau stade a dû attendre la prochaine décennie.
L'équipe de football a déménagé vers le stade Stade Ricardo Etcheverri  du Club Ferro Carril Oeste, dans le quartier de Caballito. À Etcheverri, Argentinos Juniors a rapidement remporté un succès sans précédent dans son histoire, remportant ses trois premiers titres, le championnat d'Argentine en 1984 et 1985, et la Copa Libertadores 1985.
En 1995, l'ancien stade en bois est démoli, et les travaux ont commencé immédiatement, au même endroit, pour son remplacement plus moderne, spacieux et en ciment. Mais en même temps une profonde crise économique frappe le club et dure longtemps, retardant les travaux de huit ans. La désorganisation interne et le manque de ressources ont conduit à deux relégations (1996 et 2002) puisqu'en plus de jouer à domicile chez Ferro Carril Oeste, les Argentinos ont joué à domicile au Stade Don León Kolbovski et au Stade Nueva España - où ils ont obtenu une promotion en Première Division en 1997 -, puis au Stade José Amalfitani ou au Stade Tomás Adolfo Ducó. L'arrivée d'un groupe d'investissement en 1993 a imposé un projet controversé et innovant qui comprenait la condition de délocaliser le club vers le stade de la Coupe du monde dans la ville de Mendoza. Même lors de la Supercopa Sudamericana 1995, Argentinos jouait son match à domicile au Miami Orange Bowl à Miami, aux États-Unis.
Enfin, en fin 2003, le nouveau stade a été achevé et inauguré le 26 décembre avec 30 000 personnes dans les tribunes assistant au match entre les joueurs vétérans de l'équipe championne de la Copa Libertadores de 1985 contre l'équipe qui a remporté la promotion en 1997  et un autre match entre l'équipe nationale argentine U-20 et un mélange de certains des meilleurs joueurs nés dans les divisions de jeunes du club tels que Juan Pablo Sorín , Esteban Cambiasso , Diego Placente ,Carlos Mac Allister , Claudio Borghi , Fabricio Coloccini et Sergio Batista ainsi que d'autres footballeurs remarquables qui ont joué à Argentinos, comme Ubaldo Fillol.
Six mois plus tard, l'équipe est revenue en première division argentine, où elle est désormais ancrée. Quelques années plus tard, le stade a été le théâtre du retour des Argentinos Juniors dans les compétitions internationales avec une qualification à la Copa Sudamericana 2008, dans laquelle elle atteindra la troisième place.  En 2010, les Argentinos seront sacrés champions pour la première fois en disputant l'intégralité de la saison à domicile dans leur propre stade, après s'être vu décerner le titre lors du  Championnat de clôture 2010.  
Lionel Messi a fait ses débuts avec l' équipe nationale argentine U-20 dans ce stade et a marqué son premier but international lors d'un match amical contre le Paraguay le 29 juin 2004.

## Noms du stade
Après la réouverture du stade et pour fêter le centenaire du club en 2004, le stade est renommé en l'honneur de Diego Maradona, de son vivant. Il n'assistera pas à la cérémonie pour raisons de santé mais adressera une déclaration au club.
Le 22 août 2018, le stade est devenu le premier en Argentine à acquérir un sponsor, la société Autocrédito, qui a signé un contrat avec le club jusqu'en décembre 2019 , le stade est rebaptisé Stade Diego Armando Maradona Autocrédito. Le 1er mai 2022, le club a conclu un accord avec le site de recherche d'emploi de Búmeran pour être le nouveau sponsor principal du maillot et du stade, le renommant Estadio Búmeran Diego Armando Maradona.

## Structure
Le stade a la particularité de s'inscrire dans un rectangle ceinturé par quatre rues, à cause du manque de place les deux tribunes le long du terrain sont très raides et très proches du terrain, derrière un but il y a une petite tribune et aucune en face.
Le long de la rue Boyaca, s'élève la plus grande tribune avec 11 400 places, à l'opposé le long de la rue Gavilan, une tribune avec trois secteurs et des loges pour 600 spectateurs, la capacité totale est de 6 523 places, une partie est réservée pour les supporters de l'équipe visiteuse. Derrière le but au nord, le long de la rue Juan Agustín García, une petite tribune des Ultras avec 3 500 places. Derrière le but au sud aucune tribune juste un mur.